# Dale Cooper
(Dale Cooper)
Dale Bartholomew Cooper è un personaggio immaginario protagonista della serie televisiva statunitense I segreti di Twin Peaks, creata da Mark Frost e David Lynch.
È interpretato da Kyle MacLachlan, con la voce italiana di Stefano Benassi.
Cooper è l'agente speciale dell'FBI che arriva a Twin Peaks per investigare sul brutale omicidio di una studentessa liceale locale molto popolare: Laura Palmer.
L'uomo s'innamora subito della cittadina e acquista immediatamente una grande benevolenza all'interno della solida comunità.

## Biografia del personaggio

### Antefatti
Dale Cooper nacque a Filadelfia, Pennsylvania il 19 aprile 1954 e si diplomò all'Haverford College. Quando entrò a far parte del Federal Bureau of Investigation, Dale Cooper cominciò a lavorare nella sede della sua città natale. Fu qui che Cooper venne inserito nella stessa squadra dell'anziano Windom Earle, un veterano dell'FBI che insegnò al giovane Cooper tutto ciò che occorre per svolgere al meglio la professione. Cooper, in seguito, definirà la mente di Earle "brillante". Dopo un certo periodo Cooper fu messo sotto l'autorità del capo dell'ufficio regionale dell'FBI Gordon Cole, che si stava occupando del misterioso caso della "Rosa Blu".
Qualche tempo dopo che Cooper fu entrato nel Bureau, la moglie di Earle, Caroline fu testimone di un crimine federale. Earle e Cooper furono assegnati alla sua protezione, ed è in questo periodo che Cooper si innamorò di Caroline, all'insaputa del marito. Tuttavia, una notte, mentre si trovava a Pittsburgh, Cooper abbassò la guardia e Caroline venne uccisa dal marito con una coltellata all'aorta.
L'ex mentore di Cooper, in seguito alla morte della moglie, impazzì e venne rinchiuso in un centro di salute mentale. Ci furono sospetti che fosse stato proprio Earle a commettere il delitto di cui Caroline era stata testimone. Cooper, devastato dalla perdita della donna amata, alla quale si sarebbe in seguito riferito definendola "l'amore della mia vita", giurò che non si sarebbe mai più fatto coinvolgere sentimentalmente con una donna che avesse un ruolo in un caso di cui lui si occupasse.
Tre anni prima del suo arrivo a Twin Peaks, Cooper fece un sogno che gli rivelò la tecnica deduttiva del metodo tibetano. Fu profondamente scosso da ciò che aveva visto nel sogno e su queste rivelazioni basò il suo metodo di investigazione non convenzionale.

### Prima diTwin Peaks
Nel febbraio del 1988, l'agente Chester Desmond si trova nella cittadina di Deer Meadow per investigare sul misterioso omicidio di Teresa Banks. Nello stesso momento Dale Cooper si trova nell'ufficio del suo capo Gordon Cole e gli rivela uno strano sogno che ha fatto. Facendo un esperimento con le telecamere di sicurezza fuori dall'ufficio, Cooper rimane scioccato dall'improvvisa apparizione dell'agente Phillip Jeffries, il quale era scomparso 2 anni prima.
Nell'ufficio di Cole e alla presenza di Cooper e del suo collega Albert Rosenfield, Jeffries inizia a vaneggiare in maniera sconnessa, gridando verso Cooper "Chi credi che ci sia là?". Jeffries menziona persone e avvenimenti sconosciuti ai presenti e poi scompare nel nulla. Subito dopo Cole riceve una telefonata che gli annuncia l'improvvisa scomparsa dell'agente Desmond a Deer Meadow.
Avvertendo una connessione fra questi strani fatti, Cooper si reca a Deer Meadow sulle tracce di Desmond, ma non riesce a far luce né sulla scomparsa dell'agente né sull'omicidio di Teresa Banks. In un messaggio registrato per Diane, Cooper dice di essere convinto che l'assassino colpirà ancora.
Circa un anno dopo, nel 1989, nell'ufficio a Filadelfia, Cooper dice a Rosenfield di sentire che l'assassino di Teresa Banks sta per colpire di nuovo e che la vittima sarà una ragazza dai capelli biondi, sessualmente attiva, che fa uso di droghe e che sta chiedendo aiuto. Rosenfield liquida le affermazioni di Cooper facendogli notare che "sta parlando di metà delle liceali americane".

### NeI segreti di Twin Peaks

#### Il caso Laura Palmer
Il 24 febbraio 1989, Cooper venne chiamato ad investigare sull'omicidio della reginetta locale Laura Palmer nella città di Twin Peaks, nella parte nord-occidentale dello Stato di Washington. L'esame fatto da Cooper al corpo di Laura rivela una piccola lettera 'R' inserita sotto la sua unghia: Cooper la riconosce come il segno distintivo dell'assassino di Teresa Banks, nel cui cadavere era stata a sua volta trovata una piccola lettera sotto l'unghia.
Insieme allo sceriffo Harry S. Truman e ai suoi aiutanti, Cooper scopre velocemente che il carattere e i rapporti interpersonali di Laura sono ben differenti da come appaiono e che la ragazza era ben diversa dall'immagine di studentessa modello e reginetta di bellezza che tutti avevano di lei. Una delle prime cose scoperte da Cooper era la relazione clandestina di Laura con il motociclista e suo compagno di classe James Hurley: Laura era infatti fidanzata con Bobby Briggs. L'unica persona ad essere a conoscenza di questa relazione era Donna Hayward, la migliore amica di Laura. Cooper trova anche tracce di cocaina nel diario di Laura, scoprendo così la sua dipendenza dalla droga.
Durante la sua indagine, Cooper pernotta al Great Northern Hotel. La giovane Audrey Horne, figlia del proprietario dell'albergo e compagna di scuola di Laura, si prende subito una cotta per l'agente Cooper, il quale a sua volta sembra affascinato dalla ragazza. Tuttavia, in seguito, Cooper rifiuterà le avances di Audrey, sia per la sua giovane età sia perché la ragazza è coinvolta nelle indagini sull'omicidio. Audrey sarà molto utile a Cooper nelle indagini, portandolo sulle tracce del One Eyed Jacks, un bordello in cui Laura aveva lavorato come prostituta. Audrey s'infiltrerà nel One Eyed Jacks rischiando la vita, ma Cooper riuscirà a salvarla.
Cooper ha anche esperienze in sogni bizzarri, nei quali vede un uomo senza un braccio chiamato MIKE recitargli uno strano poema:
MIKE svela inoltre a Cooper di un assassino chiamato BOB, che appare come un uomo dai lunghi capelli grigi, vestito di jeans, e sussurra all'agente: «Tornerò ad uccidere ancora!».
Il sogno continua e Cooper si ritrova 25 anni più anziano, seduto in una misteriosa stanza con tende rosse, qui incontra un Nano che gli dice strane frasi, apparentemente senza senso in realtà fonte di indizi, e poi si mette a ballare. Nella stanza si trova anche Laura Palmer, che bacia Cooper e gli sussurra all'orecchio il nome del suo assassino. Risvegliatosi dal sogno nel cuore della notte, Cooper chiama lo sceriffo Truman annunciandogli di sapere chi ha ucciso Laura Palmer, ma non rivelandogli il nome. La mattina seguente, tuttavia, Cooper ha dimenticato l'identità dell'assassino.
Cooper e le forze della polizia locale riescono ad identificare il misterioso MIKE: si chiama Phillip Gerard, ha un braccio solo e fa il rappresentante di calzature. Gerard dice di non conoscere nessuno di nome BOB, in seguito si scoprirà però che Gerard è posseduto dallo spirito MIKE, che manifestandosi rivelerà la vera natura di BOB: anch'esso un demone possessore che manipola il corpo di uno degli abitanti di Twin Peaks da più di 40 anni.
Cooper ha anche la visione di un misterioso Gigante che gli fornisce ulteriori indizi sul caso. Tutte le informazioni che Cooper ha ottenuto con mezzi fisici o mentali, incluse le misteriose dichiarazioni di Margaret Lanterman, meglio conosciuta come Signora Ceppo, lo portano a sospettare di determinate persone, ma la scoperta di un secondo diario segreto di Laura, rende la situazione estremamente più complicata. Il secondo diario era stato affidato da Laura al suo bizzarro confidente Harold Smith, al quale Donna e Maddy Ferguson (la cugina di Laura) lo avevano sottratto con l'inganno. Il diario rivela che fin da piccola Laura era stata violentata da un uomo chiamato BOB ed in seguito agli eventi, vissuti come profondi traumi emotivi che la segnarono profondamente, la ragazza cercò rifugio e conforto sprofondando nella droga e nel sesso.
La notte prima di lasciare Twin Peaks per fare ritorno a casa, Maddy viene brutalmente uccisa dal padre di Laura, Leland Palmer, che si rivela essere l'uomo posseduto da BOB. Scoperto l'assassinio e arrestato Leland, Cooper e Truman interrogano l'uomo, la cui personalità è visibilmente scissa in due: da una parte c'è Leland e dall'altra BOB che controlla le sue azioni, facendogli commettere crimini atroci. Leland, sempre sotto il controllo di BOB, confessa gli omicidi commessi e, come impazzito, sbatte la testa contro il muro della cella fino a rompersela. Morendo, Leland si rende veramente conto di ciò che ha fatto e dice di vedere Laura. Una volta morto Leland, Cooper e gli altri capiscono che lo spirito di BOB ha lasciato il suo corpo e sta ora vagando per i boschi di Twin Peaks.

#### Il caso Windom Earle
Chiuso il caso dell'omicidio di Laura Palmer, Cooper dovrebbe lasciare Twin Peaks, l'agente viene però indagato per irregolarità nella procedura investigativa, in quanto durante le indagini si era recato al One Eyed Jacks che si trovava in Canada, quindi fuori dal territorio degli Stati Uniti. Il criminale Jean Renault, con l'aiuto di un agente della polizia canadese, cerca inoltre di incastrare Cooper per possesso di droga nonché di far cadere su Cooper la responsabilità dell'omicidio di suo fratello Jacques, il quale era stato invece ucciso da Leland Palmer che lo reputava l'assassino di sua figlia. Cooper viene temporaneamente sospeso dall'FBI, ma lo sceriffo Truman, in segno di amicizia e di stima, lo prende fra i suoi agenti.
Dopo la morte di Jean Renault nel corso di una sparatoria con la polizia, la verità viene a galla e Cooper viene prosciolto dalle accuse, nel frattempo arriva a Twin Peaks l'ex partner e mentore di Cooper, Windom Earle, il quale coinvolge l'agente in una sorta di partita a scacchi con la morte: per ogni pezzo che Cooper perde, qualcuno perderà la vita. Cooper racconta a Truman ciò che era avvenuto a Earle e alla moglie Caroline e lo sceriffo gli offre la sua collaborazione per trovare Earle, il quale si nasconde nei boschi intorno a Twin Peaks meditando la sua vendetta.
Intanto Cooper continua a investigare su BOB, cercando di capire da dove provenga e dove si nasconda questo spirito. Attraverso le sue ricerche e con il prezioso aiuto del Maggiore Briggs e della Signora Ceppo, viene a sapere dell'esistenza della Loggia Nera e della Loggia Bianca, due luoghi mistici ed extradimensionali, le cui porte di accesso si trovano nel bosco e dove risiedono gli spiriti che appaiono nelle visioni e nei sogni di Cooper.
Nel frattempo arriva in città Annie Blackburn, la sorella di Norma Jennings, che ha appena lasciato il convento prima di diventare suora. Cooper se ne innamora, ricambiato.
Annie vince il concorso di Miss Twin Peaks diventando, nei piani malefici di Windom Earle, la regina di cuori che egli vuole eliminare per colpire al cuore Cooper. Earle rapisce la ragazza e sfrutta la sua paura per aprire il varco nel bosco che porta alla Loggia Nera, che si rivela la stanza con le tende rosse che Cooper aveva sognato e ove si trovano BOB, il Gigante e il Nano. Cooper segue Earle nella Loggia per salvare Annie, una volta entrato incontra, oltre agli spiriti, le anime (ovvero i doppelgänger, i doppi) di alcune persone morte, fra cui Caroline e Leland Palmer. Nella Loggia, Windom Earle viene ucciso da BOB, che gli ruba l'anima, ma non è chiaro cosa succeda ad Annie. Cooper prova ad uscire dalla Loggia, ma non riesce a trovare la via, in quanto il luogo ultraterreno non ha un percorso lineare ma piuttosto circolare: Cooper crede di fuggire ma si trova sempre al punto di partenza. Cercando di fuggire, si imbatte anche nel proprio doppelgänger, che gli sorride enigmaticamente. In seguito a questo incontro, Cooper si ritrova nel bosco fuori dalla Loggia, in stato d'incoscienza.

### Epilogo
Risvegliatosi nella sua stanza al Great Northern, dice «Non stavo dormendo.» con un sinistro tono di voce. Nell'ultima scena della serie, Cooper ripete, come in un lampo di follia, la frase «Come sta Annie?», sbatte la testa contro lo specchio del bagno, nel quale si riflette il volto di BOB, che si scopre dunque essersi impossessato dell'agente. Nell'attimo della collisione, inoltre, è possibile udire l'urlo di Laura Palmer.

### Dopo il finale della serie
Il film Fuoco cammina con me ci dà qualche vaga informazione sul destino di Cooper dopo la fine della serie, anche se, essendo un prequel, fornisce soprattutto informazioni sugli eventi precedenti alla serie e, in particolare, sull'ultima settimana di vita di Laura Palmer.
In un sogno, Laura incontra Dale Cooper nella Loggia Nera. Egli la implora di non prendere "l'anello", un oggetto misterioso in qualche modo connesso con la Loggia Nera. Laura ha in seguito anche una visione di Annie Blackburn che, distesa nel suo letto e interamente coperta di sangue, le dice:
Alla fine del film, lo spirito di Laura, dopo la sua morte, si trova nella stanza con le tende rosse insieme a Cooper. Il significato della presenza di Cooper al fianco di Laura non è chiaro così come le risposte all'interrogativo di cosa ne sia stato di Cooper, se BOB si sia impossessato definitivamente di lui o se questi sia riuscito a fuggire dalla Loggia Nera.

### InTwin Peaks(2017)
Nella terza stagione, tutto ciò viene chiarito: infatti, terminati i 25 anni di permanenza di Cooper nella Loggia, egli viene incaricato dall'Uomo senza braccio e dal Nano (nel frattempo trasformatosi in un albero) di uscire dalla Loggia e di far rientrare BOB, uscito dalla stessa possedendo il corpo del doppelganger di Cooper visto nell'ultima puntata della seconda stagione. Prima di uscire dalla Loggia, tuttavia, incontra Laura Palmer, che gli dice una cosa nell'orecchio che lo lascia sbigottito. Subito dopo, Laura Palmer scompare risucchiata da un vortice, e compare Leland Palmer che chiede a Cooper di trovare Laura. Dopo di ciò, il doppelganger del Nano (anch'egli trasformatosi in un albero) dà inizio a un terremoto che apre il pavimento della Loggia, dando inizio alla fuga di Cooper. Egli, ad un certo punto, finisce in una dimensione parallela dove viene accolto in una casa da una donna apparentemente cinese (chiamata Naido nei titoli di coda) che gli dice cose incomprensibili. Dopodiché, i due escono dall'edificio salendo una scala (finendo, quindi, nello spazio) e Naido manomette un dispositivo a forma di campana, rimanendone folgorata e cadendo nel vuoto (in seguito, si scoprirà che Naido atterrerà a Twin Peaks e verrà salvata da Andy). Cooper ritorna nell'edificio, dove uno spirito con le stesse sembianze di Ronette Pulaski (chiamata American Girl) gli dice di andare via prima che arrivi sua madre. A questo punto, quindi, Cooper si inserisce in un dispositivo per il teletrasporto, sicché egli riesce a fuggire (tralasciando però le scarpe). Tuttavia, qualcosa è andato storto, in quanto è stato creato un secondo doppelganger di Cooper (chiamato Douglas Jones, detto "Dougie"), il quale ha l'anello di Teresa Banks, sicché il primo doppelganger di Cooper riesce a rimanere sulla Terra (ma si sente male e inizia a vomitare la garmonbozia), mentre ad entrare nella Loggia è Dougie, che viene "ucciso" da MIKE, informandolo del fatto di essere stato fabbricato da qualcuno. Dopodiché, Cooper riesce ad arrivare sulla Terra, a Las Vegas, ma perde le sue capacità cognitive (normale conseguenza che capita agli esseri umani che accedono alla Loggia), e non è più né capace di parlare (se non ripetendo alcune frasi dette da altri) né di compiere normali gesti quotidiani. Tuttavia, in questo stato, Cooper viene aiutato da MIKE, che, tramite alcune visioni, gli fa vincere molti soldi al casinò. Successivamente, Cooper conosce la famiglia di Dougie e si scambia momentaneamente per lui. Nei giorni successivi, Cooper, grazie ad alcune visioni provenienti dalla Loggia (e probabilmente create da MIKE),  aiuta il datore di lavoro di Dougie a licenziare un dipendente truffatore nella sua compagnia di assicurazioni, salvando quindi i fratelli Mitchum (due usurai che erano stati truffati da codesto dipendente), e stringendo amicizia con loro. Inoltre, grazie ad una visione dell'evoluzione del Nano, Cooper si salva dagli scagnozzi del suo doppelganger che cercano in tutti i modi di ucciderlo. Ad un certo punto, Cooper, guardando in televisione il film Viale del tramonto, sente il nome di Gordon Cole. In questo momento, Cooper sembra rinsavire e si autofolgora forzando una presa elettrica con una forchetta. Ripresosi dal coma, Cooper riacquisisce le sue facoltà e viene incaricato da MIKE di trovare il suo doppelganger e di riportarlo nella Loggia. A questo punto, quindi, Cooper chiede a MIKE di ricreare Dougie, saluta la famiglia di questi e chiede ai due fratelli Mitchum di riportarlo a Twin Peaks. Qui si reca dallo sceriffo Frank Truman ove Lucy ha appena sparato al primo doppelganger che giace a terra incosciente. Da esso fuoriesce BOB nel suo sacco mortale il quale viene distrutto definitivamente. Quindi Cooper gli infila l'anello verde al suo dito e questi rientra nella Loggia Nera ove brucia. Subito dopo si reca al Great Northern Hotel, stanza 315, la stessa ove aveva alloggiato 25 anni prima, apre la porta e ad aspettarlo trova MIKE, che lo porta da Jeffries; quest'ultimo trasporta Cooper indietro nel tempo, alla notte in cui Laura Palmer morì. Cooper prende per mano Laura e la salva dal suo assassino. Mentre i due camminano nel bosco Laura scompare. Il mattino seguente Pete Martell si reca a pescare e non trova alcun cadavere.

## Caratterizzazione
Dale è un uomo di indole buona e dai solidi principi morali, caratterizzato da uno strano manierismo, tale da entusiasmarlo quando è soddisfatto, un modo di parlare estremamente saggio, uno spiccato senso dell'umorismo, dei modi estremamente affabili ed un grande amore per le torte, in particolare quelle di ciliegia, e soprattutto per «una dannata tazza di buon caffè».
La più consueta delle abitudini di Cooper è quella di registrare su microcassette le sue osservazioni quotidiane e i suoi pensieri riguardo al caso di cui si sta occupando, col registratore che porta sempre con sé; rivolgendosi, mentre vi parla, ad una misteriosa donna chiamata "Diane".
Spesso Cooper dimostra anche una personalità introversa, dovuta al suo profondo interesse per il misticismo e la mitologia, in particolare quella tibetana e dei nativi americani. È inoltre di religione Unitarianista-Buddhista.
Dotato di un'intelligenza intuitiva speciale, che lo rende in grado di capire con grande facilità quando qualcuno sta mentendo, nonché di intuire i sentimenti tra un uomo e una donna al primo sguardo, Cooper è essenzialmente un ottimo detective, nonché un agente dell'FBI finemente addestrato sia nel combattimento a mani nude che nell'uso delle armi da fuoco.
Molto del suo lavoro, tuttavia, si basa sull'intuizione e sui suoi sogni che appaiono quasi divinatori, piuttosto che sulla logica deduttiva; dettaglio che è in netto contrasto coi metodi di molti detective televisivi, nonché con gli altri agenti federali mostrati durante la serie.
Nonostante sia un uomo integerrimo e ligio al dovere, pur di perseguire la causa della giustizia, si è mostrato qualche volta disposto a fare uno strappo alla regola ed agire al di fuori della legge.
Cooper, o Coop come è affettuosamente chiamato dallo Sceriffo Harry S. Truman, è immediatamente diventato uno dei personaggi più popolari tra i fan della serie.

## Altri media
- Il libro L'autobiografia dell'agente speciale Dale Cooper: La mia vita, i miei nastri di Scott Frost (fratello di Mark Frost), pubblicato da Pocket Books nel 1991, racconta, attraverso le registrazioni di Dale Cooper, la vita dell'agente a partire dalla sua giovinezza fino al giorno in cui venne assegnato al caso dell'assassinio di Laura Palmer. Il libro rivela tra le altre cose la data e il luogo di nascita dell'agente, le sue prime pene d'amore, l'ossessione con l'FBI e i suoi rapporti con i genitori, con Windom Earle e con la moglie di questi, Caroline. In uno dei nastri più recenti si dice di come a Cooper piaccia così tanto l'idea di Diane intenta ad ascoltare le sue registrazioni che gliele spedirà tutte, che lei le ascolti oppure no. Si racconta inoltre di come Cooper abbia investigato riguardo all'omicidio di Teresa Banks a Deer Meadow, cosa inconciliabile con quanto narrato nel film Fuoco cammina con me, che comunque sarebbe uscito l'anno seguente.
- L'audiolibro "Diane..." - The Twin Peaks Tapes of Agent Cooper, sempre pubblicato da Pocker Books, contiene una collezione di registrazioni effettuate da Dale Cooper per Diane.